# Spelyngochthonius dewaelei
Espèce
Spelyngochthonius dewaelei est une espèce de pseudoscorpions de la famille des Chthoniidae.

## Distribution
Cette espèce est endémique de Sardaigne en Italie,. Elle se rencontre dans la grotte Grotta Su Pittiolu de Gospuru à Armungia.

## Description
Spelyngochthonius dewaelei mesure de 1,2 à 1,3 mm.

## Étymologie
Cette espèce est nommée en l'honneur de Jo Hilaire Agnes De Waele.

## Publication originale
- Gardini, 2008 : Italian Pseudoscorpions XLII. Sardinian cavernicolous Chthoniidae (Pseudoscorpiones). Memorie della Societa Entomologica Italiana, vol. 87, p. 3-31 (texte intégral).